# Буюк-Іпак-йулі (станція метро)
41°19′34″ пн. ш. 69°19′39″ сх. д. / 41.32611° пн. ш. 69.32750° сх. д.
Буюк Іпак йулі (узб. Buyuk Ipak yo’li — Великий Шовковий Шлях) — кінцева станція Чилонзорської лінії Ташкентського метрополітену Наступна станція — Пушкінська.
До 1 травня 1997 називалася станцією Максима Горького.
Відкрита 18 серпня 1980 року у складі другої черги Чилонзорської лінії.
Односклепінна станція мілкого закладення з двома підземними вестибюлями.
Торцеві стіни станції прикрашена багатофігурними бронзовими барельєфами на яких зображені сцени що ілюструють тему Максим Горький — буревісник революції.
Склепіння станції сформовано з восьми куполів що мають діаметр близько 5 метрів, кожен з куполів обрамлений світильниками.
Підлогу станції викладено сірим і рожевим гранітом , стіни оздоблено пуштулінським мармуром з вставками з червоного граніту.
Народний майстер М. Усманов виконав різьблений орнамент який прикрашає поверхню куполів і карнизи стін.

## Ресурси Інтернету
- Буюк Іпак йулі [Архівовано 17 травня 2014 у Wayback Machine.](рос.)